# Alexis Masbou

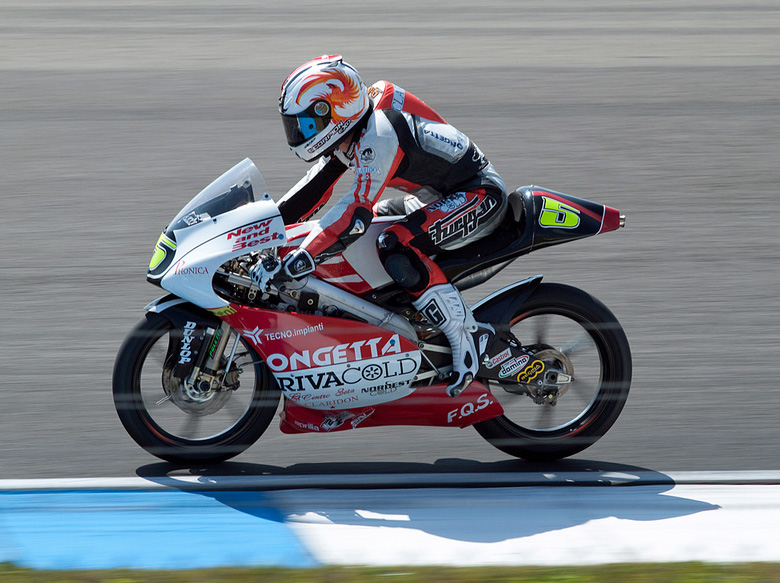
Alexis Masbou op het TT-Circuit Assen in 2010.

Alexis Masbou (Albi, 2 juni 1987) is een Frans motorcoureur.
Masbou maakte in 2003 op een Honda zijn debuut in de 125cc-klasse van het wereldkampioenschap wegrace met een wildcard voor zijn thuisrace, waaraan hij in 2004 ook aan meedeed. In 2005 maakte hij zijn fulltime debuut in de 125cc op een Honda. Zijn beste resultaat dat jaar was een vijfde plaats tijdens de TT van Assen. In 2006 verruilde hij zijn Honda voor een Malaguti, maar deze machine was te traag om punten te scoren. In 2007 keerde hij terug naar een Honda, voordat hij in 2008 overstapt naar een Loncin. Na de Grand Prix van Indianapolis in 2009 werd hij door het team vervangen door Jakub Kornfeil. Masbout keerde in de eerste race van 2010 terug in het kampioenschap op een Aprilia. Na een val tijdens de Grand Prix van Indianapolis moest hij de laatste zes races van het seizoen missen. In 2011 zou hij oorspronkelijk alleen deelnemen aan zijn thuisrace, maar hij mocht de rest van het seizoen rijden op een KTM. In 2012 werd de 125cc vervangen door de Moto3, waarin Masbou uitkwam op een Honda. In de Grand Prix van Duitsland stond hij voor het eerst op het podium, maar voorafgaand aan de Grand Prix van San Marino brak hij zijn dijbeen en moest de rest van het seizoen missen. In 2013 keerde hij terug op een FTR Honda, waarmee hij zijn beste kampioenschapsresultaat tot dan toe behaalde met een achtste plaats. In 2014 wist hij op een Honda dit resultaat te overtreffen met een zesde plaats door onder andere zijn eerste Grand Prix-overwinning in Tsjechië. In 2015 behaalde hij zijn tweede zege tijdens de eerste Grand Prix in Qatar.